# Кити Манвер
Ки́ти Ма́нвер (исп. Kiti Mánver; настоящее имя Мария Исабель Ана Мантекон Вернальте (María Isabel Ana Mantecón Vernalte); род. 13 мая 1953, Антекера) — испанская актриса

. Лауреат премии «Гойя» 1991 года за лучшую женскую роль второго плана в фильме Энрике Урбису «Всё ради бабла» (исп. Todo por la pasta).
Кити Манвер начала сниматься в кино в 1970 году, снялась в более чем 80 кинолентах и широко известна в Испании. Сотрудничала с такими режиссёрами, как Мануэль Гутьеррес Арагон, Педро Альмодовар, Мануэль Гомес Перейра, Херардо Вера, Хосе Луис Гарсия Санчес, Альваро Фернандес Армеро, Алекс де ла Иглесия и Хосе Луис Гарси.

## Фильмография
- 1973: Habla mudita
- 1978: Что делает такая девушка, как ты, в таком месте? / ¿Qué hace una chica como tú en un sitio como éste?
- 1979: Historia de S
- 1980: Опера прима / Ópera prima
- 1980: Пепи, Люси, Бом и остальные девушки / Pepi, Luci, Bom y otras chicas del montón
- 1984: За что мне это? / ¿Qué he hecho yo para merecer esto?
- 1988: Женщины на грани нервного срыва / Mujeres al borde de un ataque de nervios
- 1991: Всё за бабло / Todo por la pasta
- 1994: Все вы, мужчины, одинаковые / Todos los hombres sois iguales
- 1995: Цветок моей тайны / La flor de mi secreto
- 1997: Вещи, которые я оставил в Гаване / Cosas que dejé en La Habana
- 2000: На полном скаку / A galope tendido
- 2000: Коммуналка / La comunidad
- 2002: Дон Кихот / El caballero Don Quijote
- 2003: Божественный свет / La luz prodigiosa
- 2003: Возьми мои глаза / Te doy mis ojos
- 2005: Escorzo
- 2006: Лола / Lola
- 2007: Воскресный свет / Luz de Domingo
- 2009: Разомкнутые объятия / Los abrazos rotos
- 2009: Pagafantas
- 2010: Часом больше на Канарах / Una hora más en Canarias
- 2011: Обратная сторона любви / Lo contrario al amor
- 2011: Гранд-отель / Gran Hotel
- 2017: Бумажный дом / La Casa De Papel